# سراج الاسلام
م. سراج الاسلام تاجر و فعال سیاسی عوامی لیگ در بنگلادش بود. او در انتخابات عمومی ۱۹۷۰ به عنوان نمایندهٔ شهر داکا در مجلس ملی پاکستان انتخاب شد. پس از وقوع جنگ استقلال بنگلادش، اعضای مجلس ملی پاکستان شرقی و اعضای مجلس استانی پاکستان شرقی، با هم مجلس مؤسسان کشور تازه تجزیه شده را تشکیل دادند. این مجلس مؤسسان پیش‌نویس قانون اساسی بنگلادش را ارائه داد و، سراج الاسلام هم از امضاکنندگان آن بود.